# Kvinnor i fångenskap
Kvinnor i fångenskap är en svensk dramafilm från 1943 i regi av Olof Molander.

## Handling
En pastor har beslutat sig för att bli fängelsepräst. I cellerna träffar han en rad kvinnor med olika öden.

## Om filmen
Filmen premiärvisades den 12 mars 1943 på biograf Grand i Stockholm. Den spelades in vid Sandrew-ateljéerna i Stockholm av Olle Nordemar. I filmen spelas Charles Redlands instrumentalkomposition Scherzo.
Filmen har visats på SVT vid ett flertal tillfällen, bland annat 1997, 2001, 2016. 2019 och den 1 mars 2021.

## Rollista i urval
- Gunnar Sjöberg – pastor Staffan Brobäck, fängelsepräst
- Elsie Albiin –  Mary Blomquist
- Gunn Wållgren –  Viola Karlsson
- Erik "Hampe" Faustman – Roland Johansson
- Barbro Hiort af Ornäs – Kaj Ekman, lärarinna på Bovikens skyddshem
- Sigurd Wallén –  doktor Westberg, fängelseläkare
- Erik Rosén –  fängelsedirektören
- Hjördis Petterson – fröken Karlsson, fånge på kvinnofängelset, mörderska
- Marianne Löfgren – fröken Wester
- Hilda Borgström – fru Pettersson, fånge på kvinnofängelset
- Vera Valdor – Lena, fånge på kvinnofängelset
- Märta Arbin – fånge på kvinnofängelset, barnamörderska
- Signe Wirff – fröken Berggren, föreståndarinna på skyddshemmet
- Birgitta Arman – Annika, flicka på skyddshemmet
- Ninni Löfberg – Vivan, flicka på skyddshemmet
- Carl Barcklind – kyrkoherde
- Georg Funkquist – Otto Winblad